# نارافيريه
نارافيريه (بالإستونيَّة: Naravere)، قرية تتبع دائرة ماريما في مقاطعة رابلا غرب إستونيا.